# 1837

## Събития
- Уилям Проктър и Джеймс Гембъл основават „Проктър и Гембъл“

## Родени
- ? – Пиер Огюст Кот, френски художник
- Марко Балабанов, български политик
- Ангел Обретенов, български революционер
- Иван Касабов, български революционер
- Мирон Бешков, български общественик
- Стефан Сливков, български революционер и политик
- Цачо Шишков, български доброволец
- Хаджи Михал Хаджирусев († 1921 г.), български търговец и политик, кмет на Ески Джумая / Търговище (1887 – 1888)[1]
- 23 февруари – Димитър Душанов, български книжовник, преводач
- 21 април – Фредрик Байер, датски политик
- 29 април – Жорж Буланже, френски генерал
- 27 май – Иван Крамской, руски художник и критик
- 22 юни – Пол Чарлс Морфи, американски шахматист
- 22 юни – Пол Морфи, американски шахматист
- 18 юли – Васил Левски, български революционер и национален герой (стар стил – 6 юли)
- 11 август – Сади Карно, Президент на Франция
- 14 декември – Марин Калугеров, български духовник
- 24 декември – Елизабет Баварска (Сиси), австрийска императрица

## Починали
- 11 януари – Франсоа Жерар, френски художник
- 29 януари – Александър Пушкин, руски писател (нов стил: 10 февруари)
- 19 февруари – Георг Бюхнер, немски писател
- 31 март – Джон Констабъл, английски художник
- 5 май – Николо Дзингарели, италиански композитор (р. 1752 г.)
- 20 юни – Уилям IV, крал на Великобритания
- 8 октомври – Шарл Фурие,
- 17 октомври – Йохан Непомук Хумел, именит музикант от епоха на преход
- 26 октомври – Артър Улф, английски инженер

Вижте също:
- календара за тази година